# Ad Pios Usus (Hoogeveen)

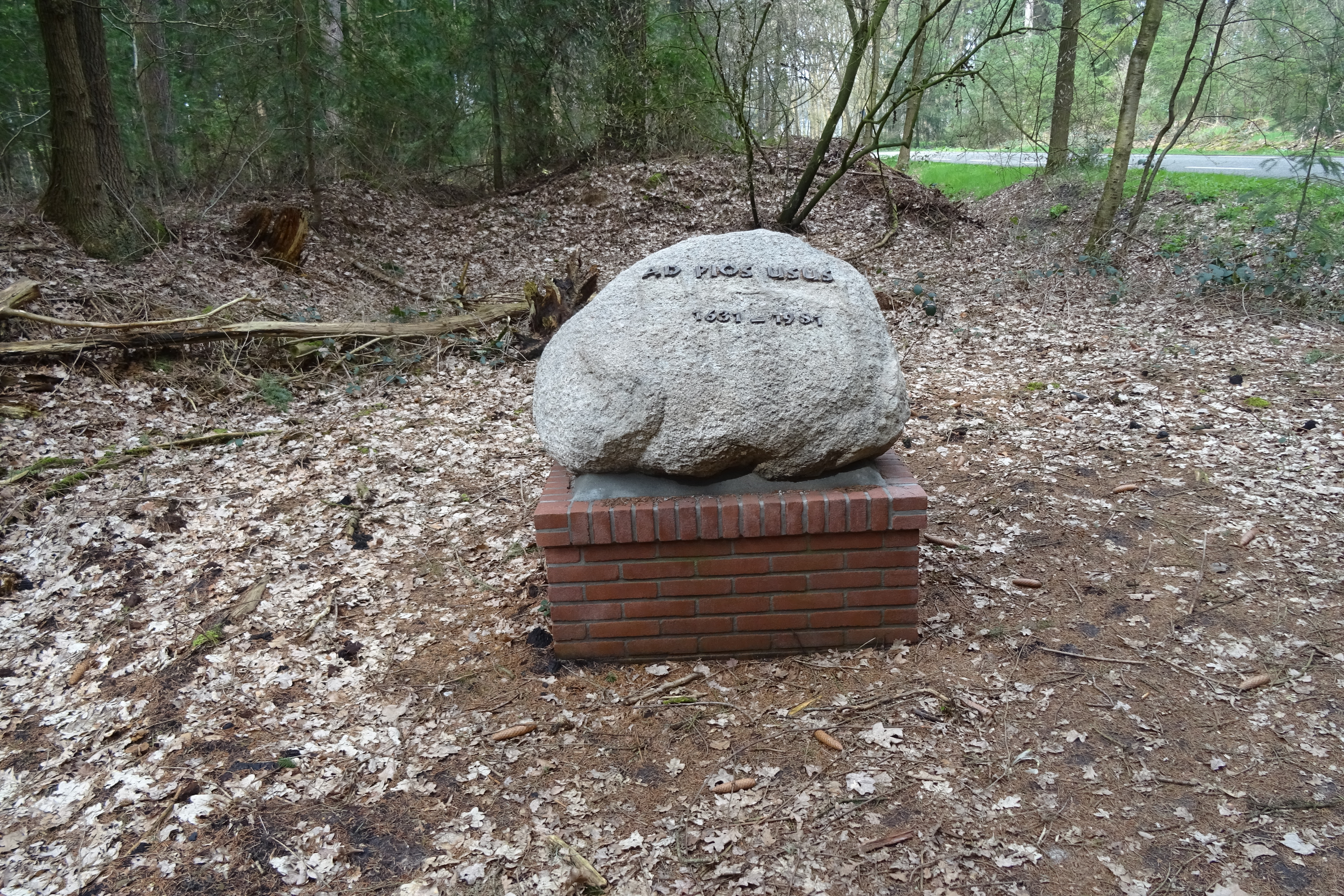
Gedenksteen ter gelegenheid van het 350-jarig bestaan van het fonds Ad Pios Usus

Ad Pios Usus is een in 1631 door de Compagnie van 5000 morgen gesticht fonds, waaruit bijdragen werden verleend aan kerken in het veengebied rond Hoogeveen voor religieuze activiteiten en aan diaconieën ten behoeve van de armenzorg.

## Geschiedenis
De in 1625 opgerichte compagnie bezat een uitgestrekt veengebied in de omgeving van Hoogeveen. Een deel (100 morgen) werd door de stichter van de compagnie Rudolf van Echten en/of zijn opvolgers afgezonderd en bestemd als een zogenaamd 'kerkenkavel'. De opbrengst van dit kavel kreeg een religieuze bestemming. De naam Ad Pios Usus (= tot een godsdienstig/vroom gebruik) is een verwijzing naar die religieuze bestemming. Uit de opbrengsten van het fonds werden de kerken in Hoogeveen, Elim en Hollandscheveld ondersteund. In 1934 werd het fonds onderdeel van het 'Jonkheer Rudolf van Echtenfonds'.
De historicus Albert Metselaar verwijst naar de voorgeschiedenis van het fonds. In 1598 had de Landschap Drenthe de bezittingen van het voormalige klooster Dickninge ondergebracht in een fonds Ad Pios Usus, waaruit al bedragen voor de kerk van Echten beschikbaar werden gesteld. Weliswaar deed Roelof van Echten, aldus Metselaar, in 1631 allerlei toezeggingen voor de vorming van het fonds, maar was het zijn zoon Johan die in 1644 de gemaakte afspraken feitelijk tot uitvoering bracht.
In 1981 werd ter herinnering aan het 350 jaar daarvoor opgerichte fonds een zogenaamde herdenkingskei geplaatst bij de kerk van Hollandscheveld, die mede gefinancierd was met behulp van gelden uit het fonds. In 2018 is de steen verplaatst naar de Meerboomweg. Het monument staat na deze verplaatsing op de grond van de kerkenkavel, de bron die de revenuen opleverde waarmee het vermogen van het fonds werd gevormd.